# Paraenasomyia johnsoni
Paraenasomyia johnsoni är en stekelart som beskrevs av Girault 1922. Paraenasomyia johnsoni ingår i släktet Paraenasomyia och familjen sköldlussteklar. Inga underarter finns listade i Catalogue of Life.